# Jakow Jedunow
Jakow Afanasjewicz Jedunow (ros. Яков Афанасьевич Едунов, ur. 1896 we wsi Suromna w guberni włodzimierskiej, zm. w lutym 1985 w Moskwie) – funkcjonariusz radzieckich służb specjalnych, generał porucznik.

## Życiorys
Od sierpnia 1915 do stycznia 1918 służył w rosyjskiej armii, od czerwca 1918 do sierpnia 1919 w Armii Czerwonej, następnie w organach Czeki, od maja do sierpnia 1920 sekretarz głównej transportowej Czeki frontu polskiego. Od grudnia 1922 w RKP(b)/WKP(b), od kwietnia 1924 do stycznia 1925 na kursach dowódczych Wydziału Transportowego OGPU ZSRR, od 1 października 1925 do października 1929 starszy pełnomocnik Wydziału 6 Zarządu Ekonomicznego OGPU ZSRR, od października 1929 do lutego 1931 na kursach dyrektorów sowchozów, od lutego 1931 do kwietnia 1933 szef oddziału Pełnomocnego Przedstawicielstwa OGPU obwodu moskiewskiego, od kwietnia 1933 do kwietnia 1934 szef Wydziału Ekonomicznego Tulskiego Sektora Operacyjnego GPU. Od września 1934 do 9 października 1937 szef Miejskiego Oddziału NKWD w Podolsku, od 7 kwietnia 1936 starszy porucznik bezpieczeństwa państwowego, od 9 października 1937 do lutego 1938 pomocnik szefa Zarządu Milicji Robotniczo-Chłopskiej Zarządu NKWD obwodu moskiewskiego, kapitan milicji, od lutego 1938 do 19 września 1939 szef Zarządu Milicji Robotniczo-Chłopskiej Zarządu NKWD obwodu moskiewskiego, następnie zwolniony ze służby.
Od lipca 1941 ponownie w NKWD, zastępca szefa Wydziału Specjalnego NKWD 50 Armii Frontu Briańskiego, od 13 listopada do 11 grudnia 1941 zastępca szefa Wydziału Specjalnego NKWD 58 Armii, od 11 grudnia 1941 do 6 września 1942 szef Wydziału Specjalnego NKWD 9 Armii Frontu Południowego, 9 kwietnia 1942 awansowany na majora bezpieczeństwa państwowego. Od 6 września 1942 do stycznia 1943 szef Wydziału Specjalnego NKWD 48 Armii Frontu Briańskiego, od stycznia do 29 kwietnia 1943 szef Wydziału Specjalnego NKWD Nadwołżańskiego Okręgu Wojskowego, 14 lutego 1943 mianowany pułkownikiem bezpieczeństwa państwowego. Następnie w kontrwywiadzie Smiersz, od 29 kwietnia 1943 do 24 lutego 1944 szef Zarządu Kontrwywiadu Smiersz Frontu Północno-Zachodniego, 26 maja 1943 awansowany na generała majora, od 24 lutego 1944 do 10 czerwca 1945 szef Zarządu Kontrwywiadu Smiersz 2 Frontu Białoruskiego, 25 września 1944 mianowany generałem porucznikiem. Od 10 czerwca 1945 do 15 lipca 1946 szef Zarządu Kontrwywiadu Smiersz Północnej Grupy Wojsk stacjonującej w Polsce, od 15 lipca 1946 do 23 kwietnia 1947 szef Zarządu 1 Zarządu 3 Głównego MGB ZSRR, od 23 kwietnia 1947 do 3 stycznia 1951 szef Wydziału "2-N" i zastępca szefa 2 Głównego Zarządu MGB ZSRR, od 3 stycznia 1951 do 19 lutego 1952 szef 3 Głównego Zarządu MGB ZSRR, od 31 grudnia 1950 do 19 lutego 1952 członek Kolegium MGB ZSRR, od 14 czerwca 1952 do 3 października 1956 szef Zarządu Kontrwywiadu MGB/Wydziału Specjalnego KGB Białoruskiego Okręgu Wojskowego, następnie zwolniony.

## Odznaczenia
- Order Lenina (dwukrotnie - 29 maja 1945 i 6 maja 1946)
- Order Czerwonego Sztandaru (pięciokrotnie - 14 lutego 1943, 18 lutego 1944, 3 listopada 1944, 10 kwietnia 1945 i 1 czerwca 1951)
- Order Wojny Ojczyźnianej I klasy (dwukrotnie - 13 września 1944 i 29 października 1948)
- Order Czerwonej Gwiazdy (dwukrotnie - 24 sierpnia 1949 i 28 października 1967)
- Order Krzyża Grunwaldu III klasy (Polska)
- Krzyż Walecznych (Polska)
- Medal za Warszawę 1939–1945 (Polska)
- Medal za Odrę, Nysę, Bałtyk (Polska)
- Odznaka "50 lat członkostwa w KPZR"
- Odznaka "Zasłużony Funkcjonariusz NKWD" (2 lutego 1942)

I 8 medali.